# Dealul Bălănești
Dealul Bălănești är den högsta geografiska punkten i Moldavien. Den ligger på 430 meter över havet (alternativt 429 meter i vissa källor) nära Bălănești.